# Augusta Schultz
Pour les articles homonymes, voir Schultz.
Augusta Louise Schultz Hobart est une joueuse de tennis américaine née le 28 juillet 1871 à Murray Hill (New Jersey) et décédée le 30 septembre 1925 à Asheville (Caroline du Nord), active de la fin du XIXe siècle au début du XXe siècle. Ses parents, Carl Herman Shultz (né à Posen) et Louise Eissfeldt (née à Hambourg), étaient des immigrants d'origine allemande,.

## Biographie
Elle se fait remarquer pour la première fois en 1892 en atteignant la demi finale de l'US National Championship et la finale du tournoi d'Orange perdue contre Mabel Cahill.
En 1893, elle remporte le All-Comers final de l'US National Championship mais s'incline dans le Challenge Round contre la tenante du titre Aline Terry. En récompense de ses prestations, elle reçoit une paire de jumelle de spectacle en or garnie de perles. La même année, elle atteint également la finale du double dames de l'épreuve.
En 1895, elle épouse le joueur de tennis Clarence Hobart et s'éloigne des courts de tennis jusqu'en 1903. En 1905, elle remporte le double-mixte de l'US National Championship aux côtés de son mari Clarence Hobart, seule édition remportée par un couple marié jusqu'à ce jour. 
Elle mourut d'un cancer du côlon le 30 septembre 1925.

## Palmarès (partiel)

### Finale en simple dames
| No | Date       | Nom et lieu du tournoi                  | Catégorie | Surface      | Vainqueure  | Score    |          |
| -- | ---------- | --------------------------------------- | --------- | ------------ | ----------- | -------- | -------- |
| 1  | 20/06/1893 | US National Championships, Philadelphie | G. Chelem | Gazon (ext.) | Aline Terry | 6-1, 6-3 | Parcours |

### Finale en double dames
| No | Date       | Nom et lieu du tournoi                 | Catégorie | Surface      | Vainqueures                | Partenaire | Score    |          |
| -- | ---------- | -------------------------------------- | --------- | ------------ | -------------------------- | ---------- | -------- | -------- |
| 1  | 20/06/1893 | US National Championships Philadelphie | G. Chelem | Gazon (ext.) | Harriet Butler Aline Terry | Miss Stone | 6-4, 6-3 | Parcours |

### Titre en double mixte
| No | Date       | Nom et lieu du tournoi                 | Catégorie | Surface      | Partenaire      | Finalistes                      | Score    |          |
| -- | ---------- | -------------------------------------- | --------- | ------------ | --------------- | ------------------------------- | -------- | -------- |
| 1  | 20/06/1905 | US National Championships Philadelphie | G. Chelem | Gazon (ext.) | Clarence Hobart | Elisabeth Moore Edward Dewhurst | 6-2, 6-4 | Parcours |

## Parcours en Grand Chelem (partiel)
Si l’expression « Grand Chelem » désigne classiquement les quatre tournois les plus importants de l’histoire du tennis, elle n'est utilisée pour la première fois qu'en 1933, et n'acquiert la plénitude de son sens que peu à peu à partir des années 1950.

### En simple dames
| Année | - | - | Championnat de France | Championnat de France | Wimbledon | Wimbledon | US National    | US National      |
| ----- | - | - | --------------------- | --------------------- | --------- | --------- | -------------- | ---------------- |
| 1892  | - | - | -                     | -                     | -         | -         | 1/2 finale     | Helen Day Harris |
| 1893  | - | - | -                     | -                     | -         | -         | Finale         | Aline Terry      |
| 1905  | - | - | -                     | -                     | -         | -         | 1er tour (1/8) | Elisabeth Moore  |

À droite du résultat, l’ultime adversaire.

### En double dames
| Année | - | - | Championnat de France | Championnat de France | Wimbledon | Wimbledon | US National            | US National               |
| ----- | - | - | --------------------- | --------------------- | --------- | --------- | ---------------------- | ------------------------- |
| 1892  | - | - | -                     | -                     | -         | -         | 1/2 finale E. Moore    | Mabel Cahill A. McKinlay  |
| 1893  | - | - | -                     | -                     | -         | -         | Finale Miss Stone      | H. Butler Aline Terry     |
| 1905  | - | - | -                     | -                     | -         | -         | 1/2 finale Clara Chase | Helen Homans Carrie Neely |

Sous le résultat, la partenaire ; à droite, l’ultime équipe adverse.

### En double mixte
| Année | - | - | Championnat de France | Championnat de France | Wimbledon | Wimbledon | US National            | US National               |
| ----- | - | - | --------------------- | --------------------- | --------- | --------- | ---------------------- | ------------------------- |
| 1893  | - | - | -                     | -                     | -         | -         | 1/2 finale Mr Talmadge | E. Bankston Robert Wilson |
| 1905  | - | - | -                     | -                     | -         | -         | Victoire C. Hobart     | E. Moore E. Dewhurst      |

Sous le résultat, le partenaire ; à droite, l’ultime équipe adverse.